# 20 de março
20 de março é o 79.º dia do ano no calendário gregoriano (80.º em anos bissextos). Faltam 286 dias para acabar o ano.
20 de Março costuma também ser o dia do equinócio da primavera no hemisfério norte, e do equinócio do outono no hemisfério sul.

## Eventos históricos

1602: Logotipo da Companhia Neerlandesa das Índias Orientais

1800: Esquema de uma pilha de Volta cobre-zinco

1852: Uma ilustração de uma edição de 1880 do romance A cabana do Pai Tomás

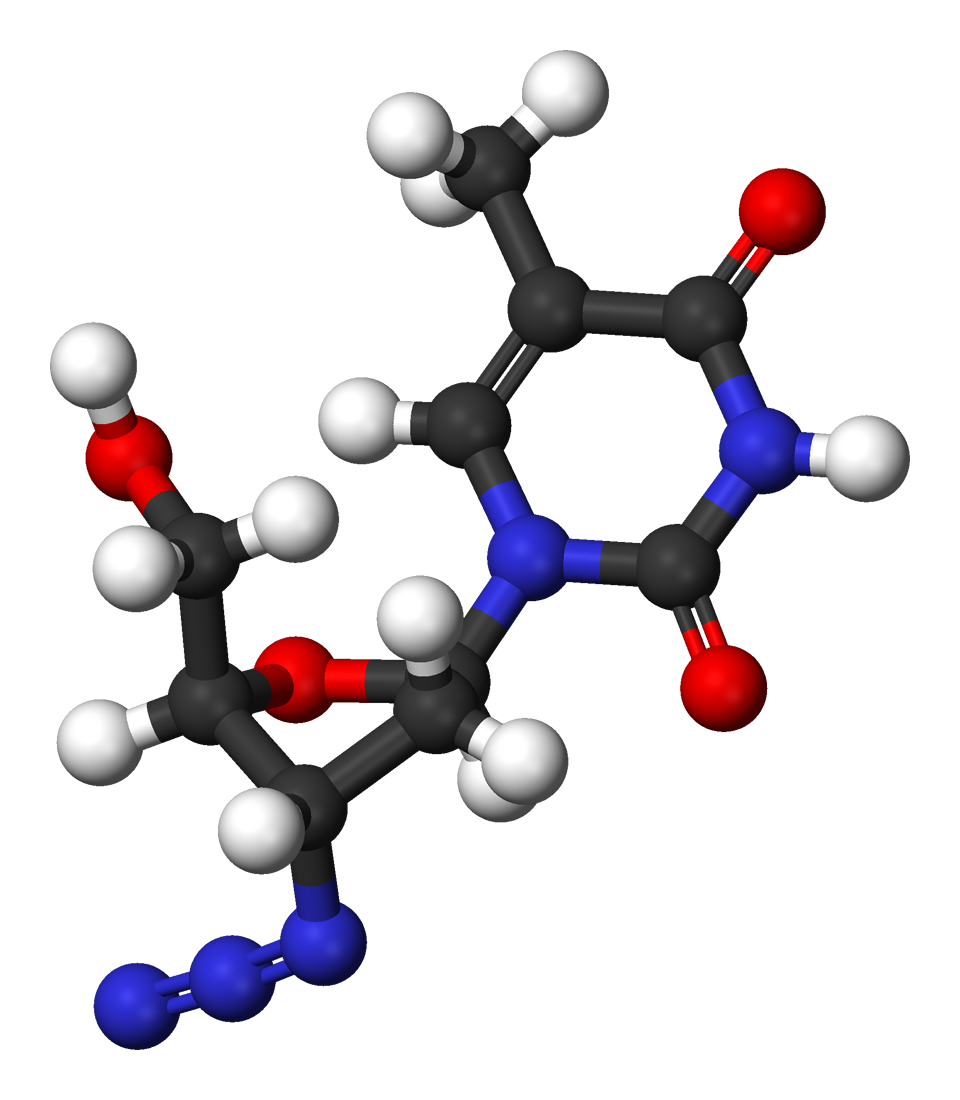
1987: Estrutura química da zidovudina (AZT)

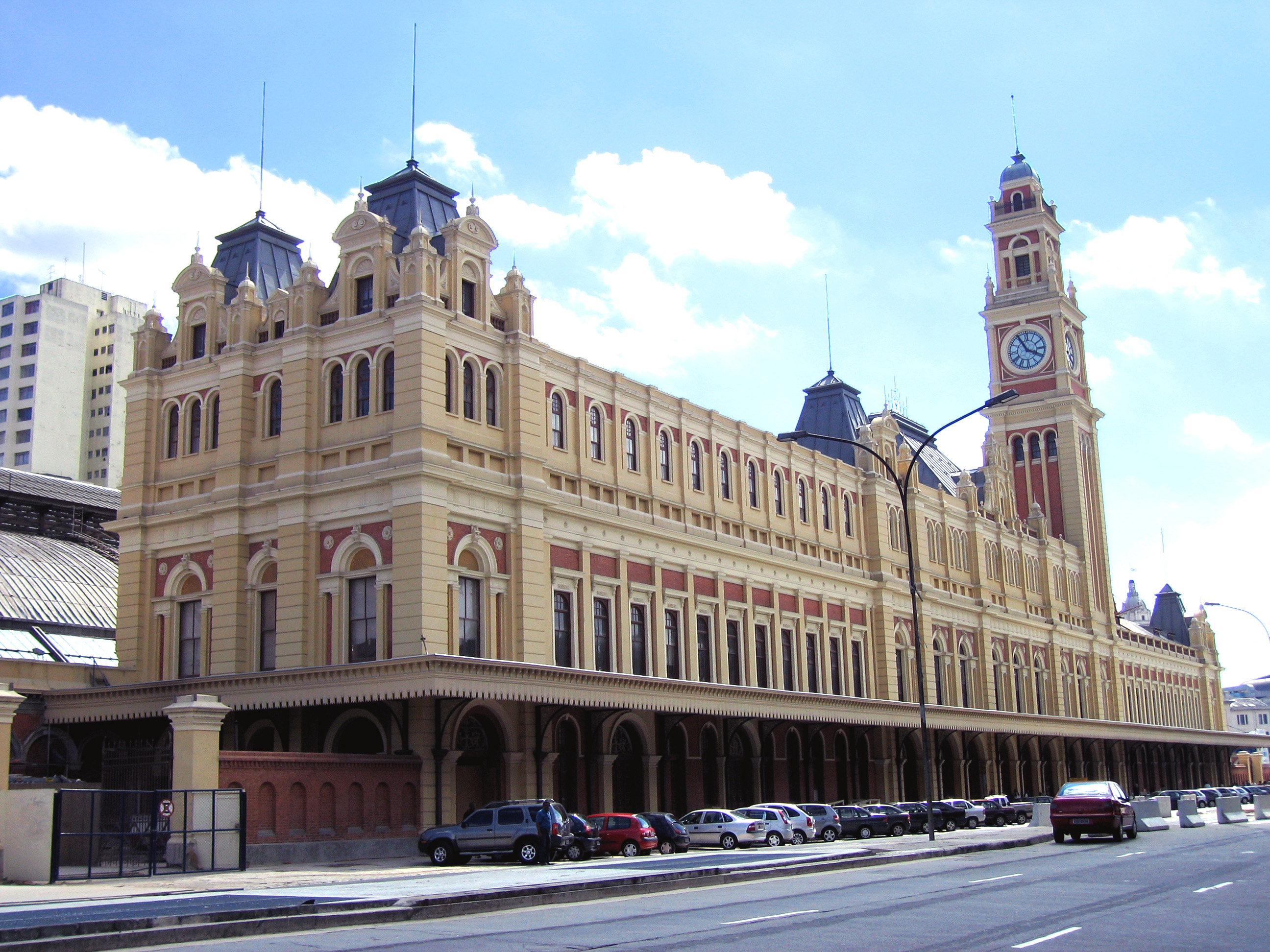
2006: Museu da Língua Portuguesa, São Paulo

- 0235 — Maximino Trácio é proclamado imperador. É o primeiro estrangeiro a ocupar o trono romano.
- 0673 — O imperador Tenmu do Japão assume o Trono do Crisântemo no Palácio de Kiyomihara em Asuka.
- 1206 — Miguel IV de Constantinopla é nomeado Patriarca Ecumênico de Constantinopla.
- 1570 — A Lei sobre a Liberdade dos Gentios é promulgada por Sebastião I de Portugal, definindo a política portuguesa sobre a escravidão de índios na época.
- 1600 — Ocorre o Banho de sangue de Linköping na Quinta-feira Santa, em Linköping, Suécia: cinco nobres suecos são decapitados publicamente no rescaldo da Guerra contra Sigismundo (1598–1599).
- 1602 — Fundação da Companhia Holandesa das Índias Orientais.
- 1616 — Sir Walter Raleigh é libertado da Torre de Londres após 13 anos de prisão.
- 1760 — O Grande Incêndio de Boston de 1760 destrói 349 edifícios.
- 1781 — Pierre Méchain é o primeiro a observar as galáxias Messier 95 e Messier 96 na constelação de Leão.
- 1786 — O rei Gustavo III funda em Estocolmo a Academia Sueca para promover a língua e a literatura suecas nos moldes da Academia Francesa.
- 1800 — Alessandro Volta informa à Royal Society em Londres sobre um equipamento, construído por ele, capaz de produzir corrente elétrica contínua, e cujo princípio ficou conhecido posteriormente como a Pilha de Volta.
- 1815 — Napoleão entra em Paris após escapar de seu exílio em Elba, começando seu "Governo dos Cem Dias".
- 1848 — Revoluções de 1848 nos Estados Alemães: o rei Luís I da Baviera abdica.
- 1852 — Publicado A cabana do Pai Tomás da escritora estadunidense Harriet Beecher Stowe.
- 1854 — Políticos americanos fundam o Partido Republicano para combater a escravidão.
- 1861 — Um sismo destrói completamente a cidade de Mendoza, no oeste da Argentina, causando a morte de mais de 10 mil pessoas.
- 1882 — O astrônomo francês Édouard Jean-Marie Stephan descobre um conjunto de galáxias, mais tarde conhecido por Sexteto de Seyfert.
- 1883 — Assinada a Convenção de Paris para a Proteção da Propriedade Industrial.
- 1890 — Chanceler do Império Alemão Otto von Bismarck é demitido pelo imperador Guilherme II.
- 1913 — Song Jiaoren, um dos fundadores do Partido Nacionalista Chinês, é ferido numa tentativa de assassinato e morre dois dias depois.
- 1914 — Acontece em New Haven, Connecticut, o primeiro campeonato internacional de patinação artística no gelo.
- 1915
  - O astrônomo espanhol José Comas y Solá descobre o asteroide número 804, ao qual dá o nome de Hispania.
  - Albert Einstein publica sua teoria da relatividade geral.
- 1921 — O plebiscito da Alta Silésia foi um plebiscito ordenado pelo Tratado de Versalhes para determinar uma seção da fronteira entre a Alemanha de Weimar e a Polônia .
- 1922 — O USS Langley é comissionado como o primeiro porta-aviões da Marinha dos Estados Unidos.
- 1926 — Chiang Kai-shek inicia um expurgo de elementos comunistas dentro do Exército Revolucionário Nacional em Cantão.
- 1932 — O dirigível alemão Graf Zeppelin começa a fazer voos regulares na América do Sul.
- 1933 — Reichsführer-SS Heinrich Himmler ordena a criação do campo de concentração de Dachau como Delegado de polícia de Munique e nomeou Theodor Eicke como o comandante do campo.
- 1941 — O escritor brasileiro Monteiro Lobato é preso por criticar as torturas praticadas pelo Estado Novo. Ele cumpriria 3 meses dos 6 a que fora condenado.
- 1942 — Segunda Guerra Mundial: o general Douglas MacArthur, em Terowie, Austrália do Sul, faz seu famoso discurso sobre a queda das Filipinas, no qual diz: "Saí de Bataan e voltarei".
- 1952 — O Senado dos Estados Unidos ratifica o Tratado de Segurança entre Estados Unidos e Japão.
- 1956 — A Tunísia obtém sua independência da França.
- 1957 — O Conselho Nacional Suíço concede o voto à mulher.
- 1964
  - A Casa Branca, autoriza a Operação Brother Sam, em apoio ao futuro Golpe de Estado no Brasil em 1964.
  - A precursora da Agência Espacial Europeia, ESRO (European Space Research Organization) é criada em decorrência de um acordo firmado em 11 de junho de 1962.
- 1966 — Taça Jules Rimet, nome dado ao troféu da Copa do Mundo da FIFA até 1970, é roubada em exibição na cidade de Londres.
- 1969 — Fundada no Brasil a ECT – Empresa Brasileira de Correios e Telégrafos, empresa pública que substitui a Departamento de Correios e Telégrafos – DCT.
- 1981 — Isabelita Perón, viúva de Juan Domingo Perón e ex-presidente da Argentina, é condenada por corrupção.
- 1984 — Em Bruxelas fracassa a cimeira da CEE devido à intransigência do Reino Unido quanto à sua contribuição para o orçamento comunitário.
- 1987 — Food and Drug Administration aprova a droga AZT no combate a AIDS/SIDA.
- 1988 — Guerra de Independência da Eritreia: tendo derrotado o Comando Nadew, a Frente de Libertação do Povo Eritreu entra na cidade de Afabet, concluindo vitoriosamente a Batalha de Afabet.
- 1995 — Atentado terrorista em cinco diferentes estações de metrô de Tóquio, com o uso de gás sarin, mata 13 e fere 1 300 pessoas.
- 1999 — Inaugurada a Legoland California, a primeira Legoland fora da Europa, em Carlsbad, Califórnia.
- 2001 — A maior plataforma de produção de petróleo no mundo a P-36 afunda.
- 2003 — Invasão do Iraque: os Estados Unidos, Reino Unido, Austrália e Polônia iniciam uma invasão do Iraque.
- 2005 — Um sismo de magnitude 6,6 atinge Fukuoka, Japão, seu primeiro grande abalo em cerca de cem anos. Uma pessoa morre, e centenas ficam feridas.
- 2006
  - Inauguração do Museu da Língua Portuguesa em São Paulo, Brasil.
  - Mais de 150 soldados chadianos são mortos no leste do Chade por membros da rebelde UFDC. O movimento rebelde procurou derrubar o presidente chadiano Idriss Déby.
- 2010 — Eyjafjallajökull na Islândia inicia erupções que durariam três meses, interrompendo as viagens aéreas na Europa.[1]
- 2015
  - Um eclipse solar total, o equinócio, e uma superlua ocorrem todos no mesmo dia.
  - Guerra Civil Síria: o Cerco de Kobanî é rompido pelas Unidades de Proteção Popular e pelo Exército Livre da Síria, marcando uma virada no conflito Rojava-islamita.
- 2019 — Nursultan Nazarbaev renúncia ao cargo de presidente de Cazaquistão após ficar no cargo desde 1991.[2]

## Nascimentos

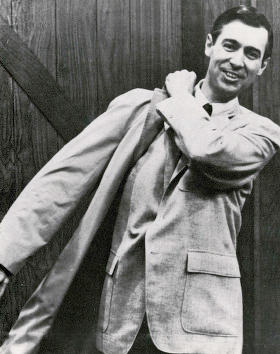
Fred Rogers

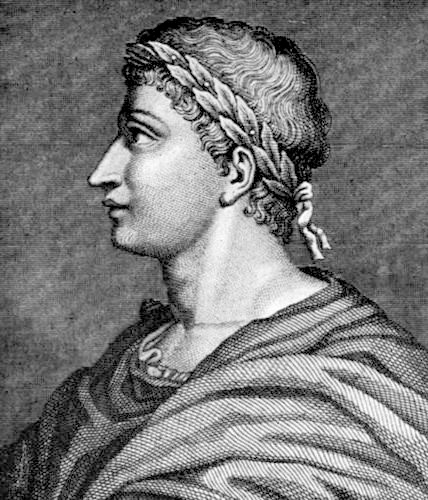
Ovídio

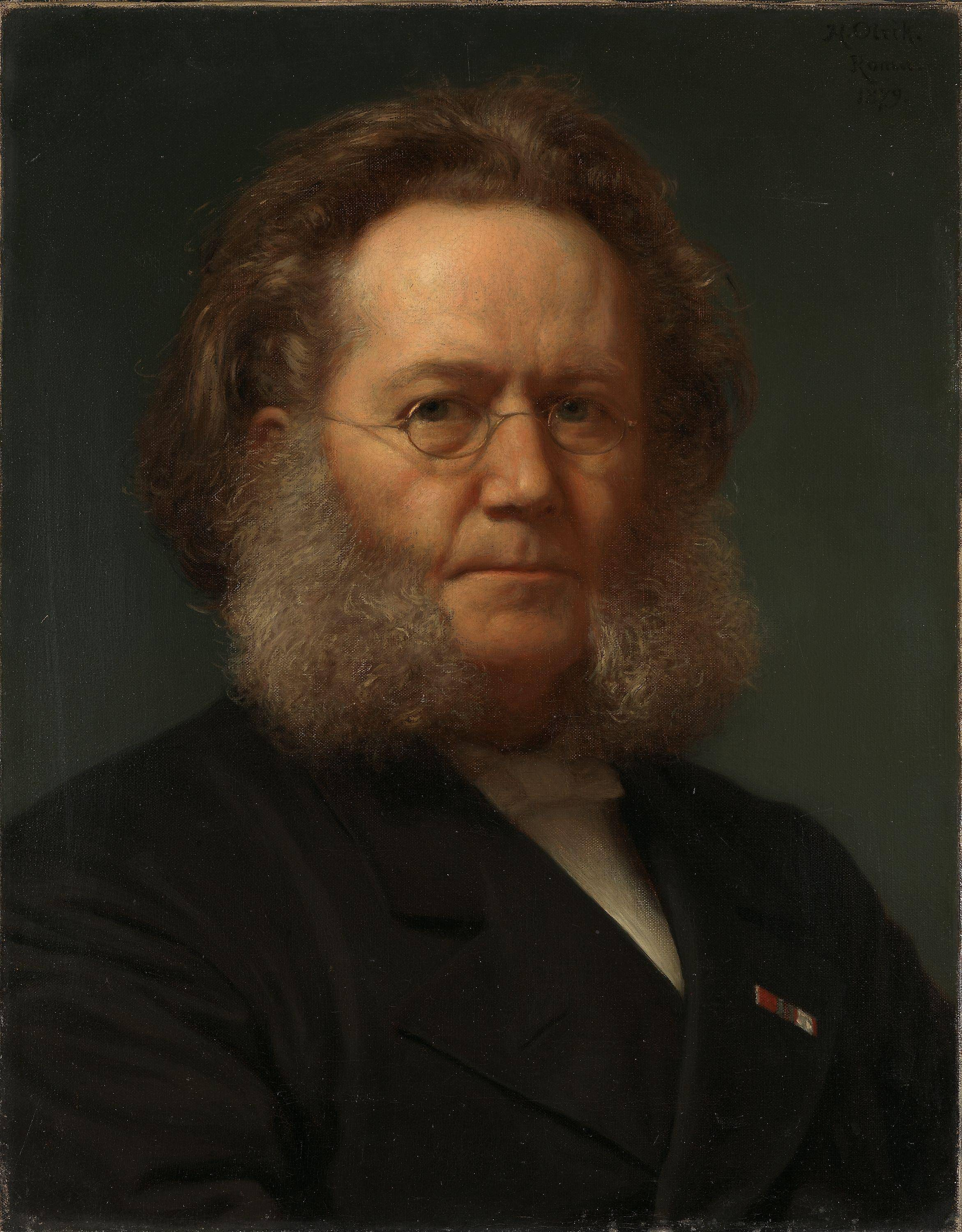
Henrik Ibsen

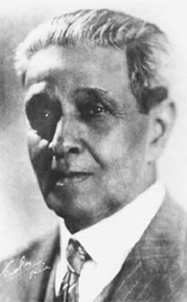
Ernesto Nazareth

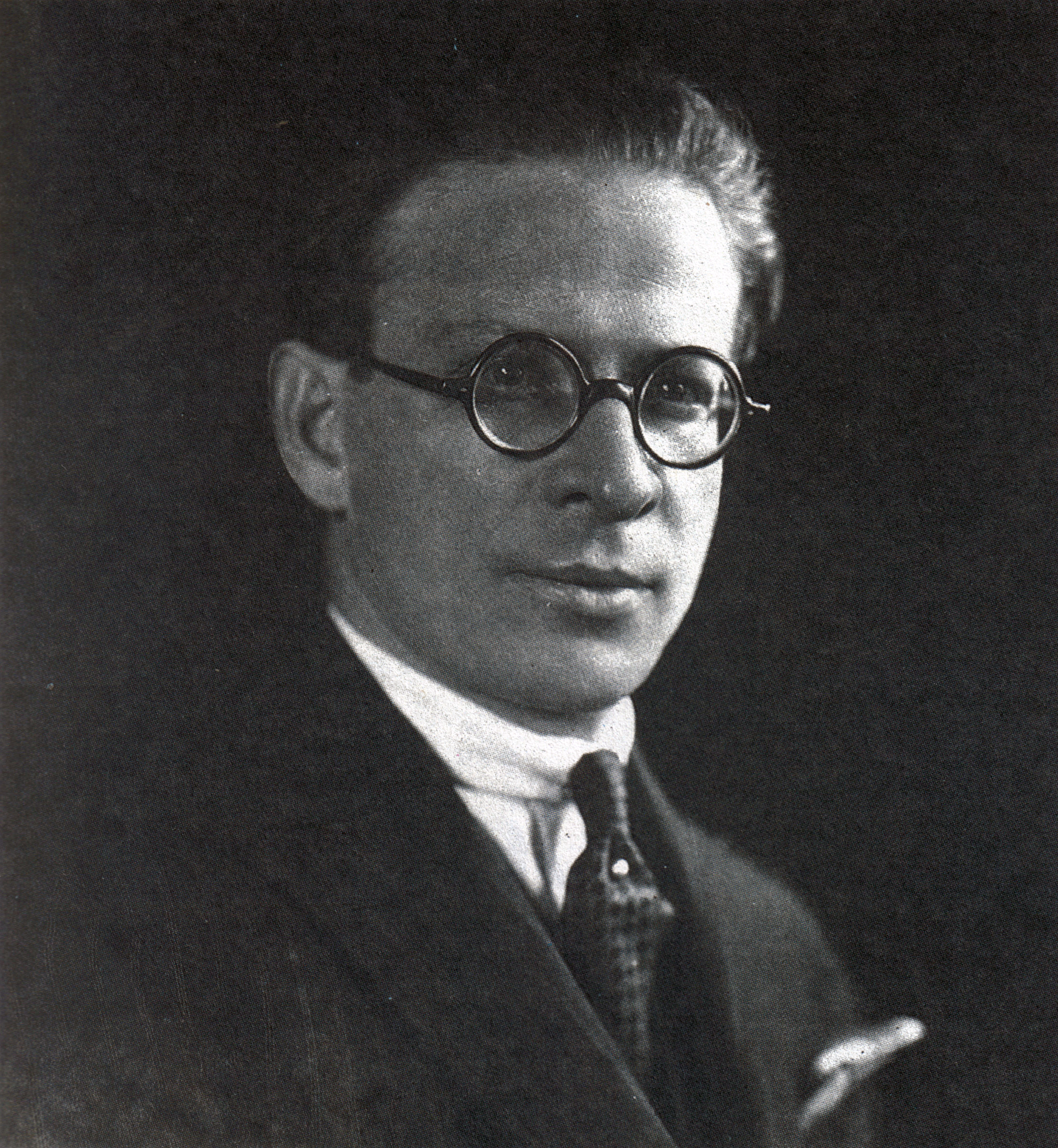
Menotti Del Picchia

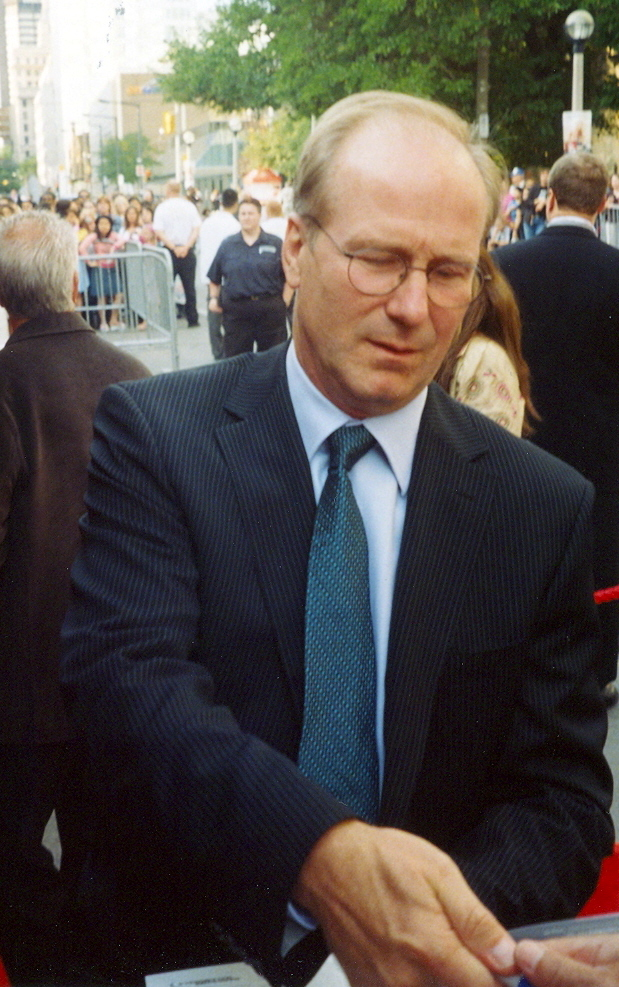
William Hurt

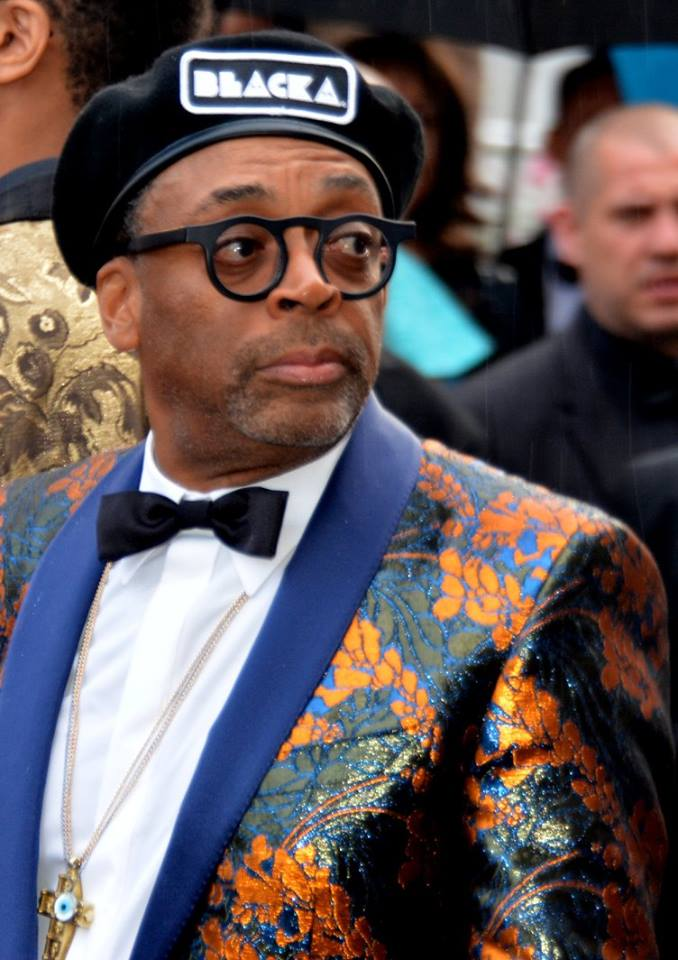
Spike Lee

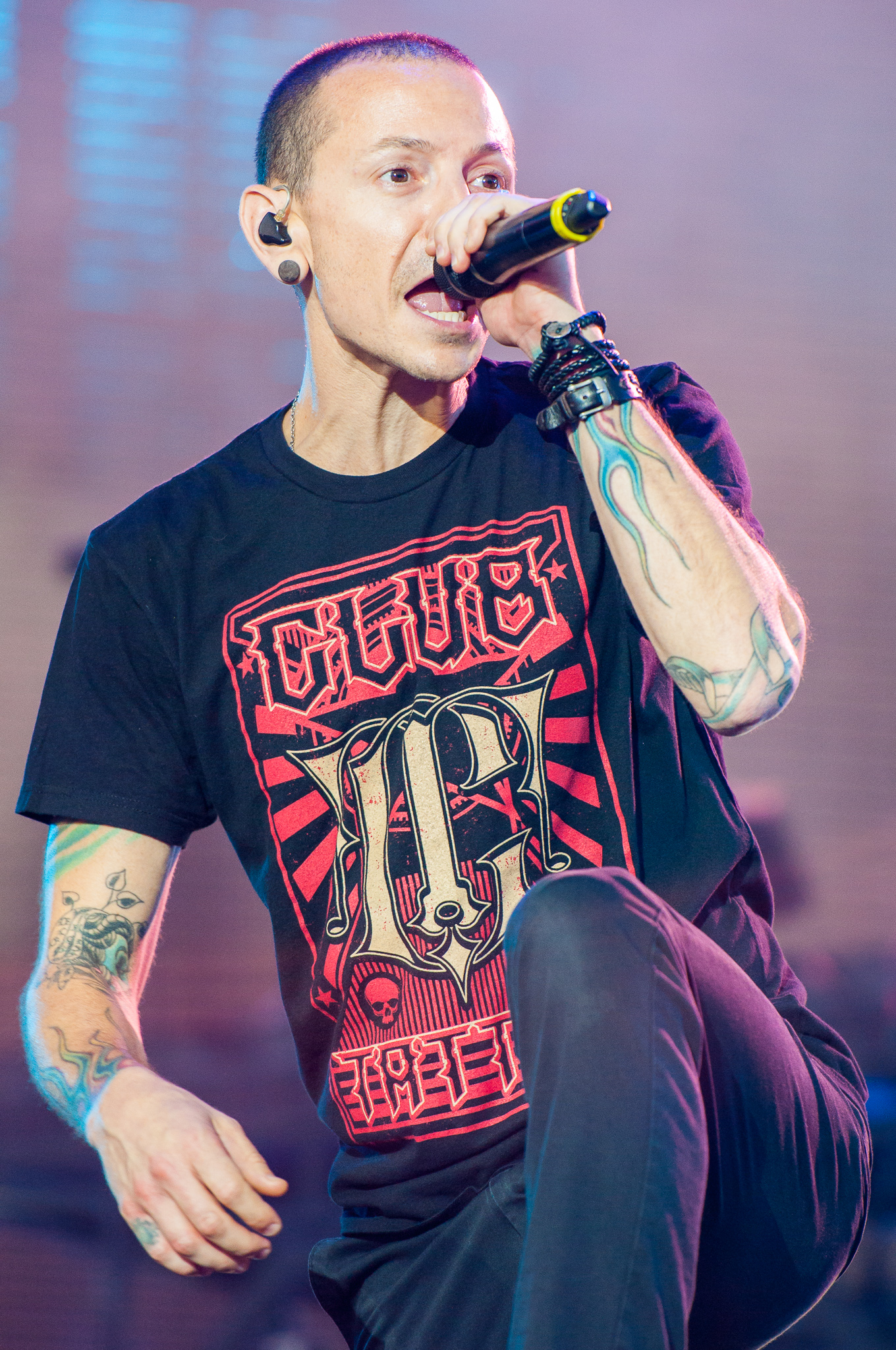
Chester Bennington

### Anteriores ao século XIX
- 43 a.C — Ovídio, poeta romano (m. 17).
- 1263 — Iolanda de Dreux, rainha da Escócia e duquesa da Bretanha (m. 1330).
- 1439 — Joana de Portugal, Rainha de Castela (m. 1475).
- 1469 — Cecília de Iorque (m. 1507).
- 1606 — Georg von Derfflinger, militar prussiano (m. 1695).
- 1639 — Ivan Mazepa, diplomata ucraniano (m. 1709).
- 1680 — Emanuele d'Astorga, compositor e escritor italiano (m. 1757).
- 1725 — Abdulamide I, sultão otomano (m. 1789).
- 1735 — Torbern Bergman, químico e mineralogista sueco (m. 1784).
- 1737 — Rama I, o Grande, rei do Sião (m. 1809).
- 1750 — Martin van Marum, médico, naturalista e físico neerlandês (m. 1837).
- 1770
  - Friedrich Hölderlin, escritor alemão (m. 1843).
  - Johann Gottfried Tulla, engenheiro alemão (m. 1828).
- 1783 — William Price Hunt, explorador estado-unidense (m. 1842).
- 1794 — René Primevère Lesson, cirurgião e ornitólogo francês (m. 1849).
- 1796 — Edward Gibbon Wakefield, político britânico (m. 1862).

### Século XIX
- 1811 — Napoleão II da França (m. 1832).
- 1819 — Antônio Pereira Pinto, político brasileiro (m. 1880).
- 1820 — Alexandre João Cuza, príncipe romeno (m. 1873).
- 1821 — Ned Buntline, jornalista, escritor e editor americano (m. 1886).
- 1828 — Henrik Ibsen, poeta, dramaturgo e diretor norueguês (m. 1906).
- 1831 — Solomon L. Spink, advogado e político americano (m. 1881).
- 1833 — Daniel Dunglas Home, espiritualista britânico (m. 1886).
- 1834 — Charles William Eliot, matemático e acadêmico americano (m. 1926).
- 1836
  - Ferris Jacobs Jr., general, advogado e político americano (m. 1886).
  - Edward Poynter, pintor, ilustrador e curador britânico (m. 1919).
- 1838 — Ferdinand Zirkel, geólogo e petrólogo alemão (m. 1912).
- 1839 — Adolphe Boucard, ornitólogo francês (m. 1905).
- 1842 — Francis Buchanan White, botânico e entomologista britânico (m. 1894).
- 1845 — William Richard Gowers, neurologista britânico (m. 1915).
- 1851 — Carlos Augusto de Carvalho, político brasileiro (m. 1905).
- 1856 — Frederick Taylor, tenista e engenheiro americano (m. 1915).
- 1860 — Manuel André da Rocha, juiz e desembargador brasileiro (m. 1942).
- 1863
  - Alfredo Nóbrega de Oliveira, político brasileiro (m. 1946).
  - Ernesto Nazareth, pianista e compositor brasileiro (m. 1934).
- 1865 — Alfredo Pujol, jornalista, crítico, político e orador brasileiro (m. 1930).
- 1866 — William Gardner Smith, botânico britânico (m. 1928).
- 1870 — Paul Emil von Lettow-Vorbeck, general alemão (m. 1964).
- 1872 — Karin Michaëlis, escritora dinamarquesa (m. 1950).
- 1879 — Maud Menten, médica e bioquímica canadense (m. 1960).
- 1881 — Eugène Schueller, empresário francês (m. 1957).
- 1882
  - René Coty, advogado e político francês (m. 1962).
  - Harold Weber, golfista americano (m. 1933).
- 1884 — Philipp Frank, físico, matemático e filósofo austríaco-americano (m. 1966).
- 1888
  - Mansueto Bernardi, escritor, poeta e político brasileiro (m. 1966).
  - Auzenda de Oliveira, atriz portuguesa (m. 1960).
- 1890
  - Beniamino Gigli, tenor italiano (m. 1957).
  - Lauritz Melchior, tenor e ator dinamarquês-americano (m. 1973).
- 1892
  - Menotti Del Picchia, poeta, escritor e pintor brasileiro (m. 1988).
  - Ludwig Crüwell, militar alemão (m. 1958).
- 1895
  - Fredric Wertham, psicólogo e escritor teuto-americano (m. 1981).
  - Robert Benoist, automobilista francês (m. 1944).
- 1896 — Hal Walker, cineasta norte-americano (m. 1972).
- 1898 — Mário Gomes da Silva, político brasileiro (m. 1984).

### Século XX

#### 1901–1950
- 1901 — António da Áustria (m.1986).
- 1903
  - Edgar Buchanan, ator norte-americano (m. 1979).
  - Folke Bohlin, velejador sueco (m. 1972).
  - Vincent Richards, tenista norte-americano (m. 1959).
- 1904 — B. F. Skinner, psicólogo e escritor estado-unidense (m. 1990).
- 1906 — Roberto Figueroa, futebolista uruguaio (m. 1989).
- 1908 — Michael Redgrave, ator e diretor britânico (m. 1985).
- 1911 — Alfonso García Robles, advogado e diplomata mexicano, ganhador do Prêmio Nobel (m. 1991).
- 1912 — Harry Klinefelter, médico norte-americano (m. 1990).
- 1913
  - Ilse Losa, escritora portuguesa (m. 2006).
  - Poldek Pfefferberg, judeu polonês (m. 2001).
  - Nikolai Stepulov, boxeador russo-estoniano (m. 1968).
- 1914 — Wendell Corey, ator e político americano (m. 1968).
- 1915
  - Sviatoslav Richter, pianista e compositor ucraniano (m. 1997).
  - Rudolf Kirchschläger, juiz e político austríaco (m. 2000).
  - Sister Rosetta Tharpe, cantora, compositora e violonista americana (m. 1973).
- 1916 — Pierre Messmer, tenente e político francês (m. 2007).
- 1917
  - Vera Lynn, cantora, compositora e atriz britânica (m. 2020).
  - Peter Caddy, militar britânico (m. 1994).
  - Donald Hawgood, canoísta canadense (m. 2010).
- 1918 — Bernd Alois Zimmermann, compositor alemão (m. 1970).
- 1919 — Gerhard Barkhorn, piloto de caça alemão (m. 1983).
- 1920
  - Pamela Harriman, diplomata anglo-americana (m. 1997).
  - Andrée Chedid, escritora e poetisa francesa (m. 2011).
- 1921
  - Antenor Tavares, político brasileiro (m. 1989).
  - Amadou-Mahtar M'Bow, professor senegalês (m. 2024).
  - Alfred Rényi, matemático e teórico húngaro (m. 1970).
- 1922
  - Nora Ney, cantora brasileira (m. 2003).
  - Carl Reiner, ator, diretor, produtor e roteirista americano (m. 2020).
- 1924 — César Leal, jornalista, crítico literário e poeta brasileiro (m. 2013).
- 1925
  - John Ehrlichman, advogado americano (m. 1999).
- 1926 — José Vasconcellos, ator e humorista brasileiro (m. 2011).
- 1928
  - Jerome Biffle, atleta e treinador de atletismo americano (m. 2002).
  - James Power Gordon, físico e engenheiro americano (m. 2013).
  - Fred Rogers, pedagogo, ministro da Igreja Presbiteriana, apresentador e produtor americano (m. 2003).
  - Érico Ferrari, religioso brasileiro (m. 1973).
  - Timóteo Francisco Nemésio Cordeiro, religioso brasileiro (m. 1990).
  - David Warren, cientista e inventor australiano (m. 2010).
- 1929 — Germán Robles, ator e diretor hispano-mexicano (m. 2015).
- 1930
  - Sônia Ribeiro, radialista, apresentadora de televisão e atriz brasileira (m. 1987).
  - Thomas Stafford Williams, cardeal neozelandês (m. 2023).
- 1932 — Tetsuo Okamoto, nadador brasileiro (m. 2007).
- 1933
  - Azeglio Vicini, treinador de futebol italiano (m. 2018).
  - Renato Salvatori, ator italiano (m. 1988).
- 1934
  - Willie Brown, militar, advogado e político americano.
  - David Malouf, escritor e dramaturgo australiano.
- 1935 — Óscar Chávez, cantor, compositor e ator mexicano (m. 2020).
- 1936 — Lee "Scratch" Perry, músico, técnico de som e produtor musical jamaicano (m. 2021).
- 1937
  - Paulo José, ator e diretor brasileiro (m. 2021).
  - Jerry Reed, cantor, compositor, violonista e ator estado-unidense (m. 2008).
- 1938 — Sergei Novikov, matemático e acadêmico russo (m. 2024).
- 1939
  - Walter Jakob Gehring, biólogo e acadêmico suíço (m. 2014).
  - Brian Mulroney, advogado e político canadense (m. 2024).
  - Edmund Burke-Roche, 5.º Barão Fermoy (m. 1984).
- 1940 — Jean Serra, matemático e engenheiro francês.
- 1942
  - Alfredo José de Campos Melo, político brasileiro (m. 2008).
  - Elson do Forrogode, cantor e compositor brasileiro (m. 2017).
- 1943
  - Douglas Tompkins, empresário americano (m. 2015).
  - Julio Soares de Moura Neto, militar brasileiro.
  - Darlene Glória, atriz brasileira.
  - Jean Carlo, cantor brasileiro (m. 2013).
- 1944
  - Alan Harper, arcebispo anglo-irlandês.
  - Emídio Marques de Mesquita, ex-árbitro de futebol e basquetebol brasileiro.
  - Alice Vieira, jornalista e escritora portuguesa.
  - Erwin Neher, biofísico alemão.
- 1945
  - Pat Riley, ex-jogador e treinador de basquete americano.
  - Roger Magnusson, ex-futebolista sueco.
- 1947 — John Boswell, historiador, filólogo e acadêmico americano (m. 1994).
- 1948
  - John de Lancie, ator estado-unidense.
  - Bobby Orr, ex-jogador e treinador de hóquei no gelo canadense.
  - Xangai, cantor, compositor e violeiro brasileiro.
- 1949
  - Marcia Ball, cantora, compositora e pianista americana.
  - Josip Bozanić, religioso croata.
- 1950
  - Carl Palmer, baterista, percussionista e compositor britânico.
  - Józef Rojek, político polonês.
  - Márcio Paulo Buzanelli, administrador brasileiro.
  - Maria Lúcia Petit, ativista brasileira (m. 1972).
  - William Hurt, ator estado-unidense (m. 2022).

#### 1951–2000
- 1951
  - Jimmie Vaughan, cantor, compositor e guitarrista estado-unidense.
  - Mohamed Ben Rehaiem, futebolista tunisiano (m. 2020).
- 1952 — Geoff Brabham, ex-automobilista australiano.
- 1953
  - Alicia Kozameh, escritora argentina.
  - Sigi Schmid, futebolista e treinador de futebol alemão (m. 2018).
- 1955
  - Mariya Takeuchi, cantora e compositora japonesa.
  - Denise Dumont, atriz brasileira.
  - Geraldo Antônio Miotto, general brasileiro (m. 2021).
- 1956
  - Marcelo Itagiba, político brasileiro.
  - Catherine Ashton, política britânica.
- 1957
  - Spike Lee, ator, diretor, produtor e roteirista estado-unidense.
  - Jorge Melício, escultor angolano.
  - Theresa Russell, atriz estado-unidense.
  - Jean Castaneda, ex-futebolista francês.
  - Chris Wedge, animador, produtor, roteirista e dublador estado-unidense.
  - Paulo Bauer, político brasileiro.
  - Francisco Osorto, futebolista salvadorenho (m. 2023).
- 1958
  - Edson Celulari, ator brasileiro.
  - Holly Hunter, atriz e produtora estado-unidense.
  - Rickey Jackson, ex-jogador de futebol americano estado-unidense.
- 1959
  - Sting, wrestler e ator estado-unidense.
  - Dave Beasant, ex-futebolista e treinador britânico.
- 1960
  - Yuri Shargin, coronel, engenheiro e astronauta russo.
  - Robertas Žulpa, nadador lituano (m. 2024).
  - Joanna Hogg, cineasta e roteirista britânica.
  - Aleksei Prudnikov, ex-futebolista russo.
  - Ton Roosendaal, cientista da computação neerlandês.
- 1961
  - Jesper Olsen, ex-futebolista e treinador de futebol dinamarquês.
  - Slim Jim Phantom, músico estado-unidense.
  - Martín Lasarte, treinador de futebol e ex-futebolista uruguaio.
- 1962
  - Stephen Sommers, diretor, produtor e roteirista estado-unidense.
  - Janser Barreto, ator brasileiro.
  - Major Olímpio, policial militar e político brasileiro (m. 2021).
- 1963
  - Kathy Ireland, modelo, atriz e designer de móveis americana.
  - Yelena Romanova, atleta russa (m. 2007).
  - David Thewlis, ator, diretor e roteirista anglo-francês.
  - Hiroshi Watari, ator japonês.
  - Paul Annacone, ex-tenista e treinador de tênis estado-unidense.
- 1964 — Natacha Atlas, cantora e compositora belga.
- 1965 — José Carlos Conceição dos Anjos, ex-futebolista brasileiro.
- 1967
  - Marcelino Freire, escritor brasileiro.
  - Yukito Kishiro,  mangaka japonês.
  - Jonas Thern, ex-futebolista e treinador de futebol sueco.
  - Ruddy Rodríguez, atriz venezuelana.
  - Gennaro Ruotolo, ex-futebolista e treinador de futebol italiano.
  - Igor Polyansky, ex-nadador russo.
  - Scud, produtor, roteirista e diretor de cinema chinês.
- 1968
  - A. J. Jacobs, jornalista e escritor estado-unidense.
  - Ultra Naté, cantora, compositora, produtora musical e DJ americana
  - João N'Tyamba, maratonista e fundista angolano.
  - Liza Snyder, atriz estado-unidense.
  - Paul Merson, ex-futebolista e treinador de futebol britânico.
  - John Kocinski, ex-motociclista estado-unidense.
  - Eric Viscaal, ex-futebolista neerlandês.
- 1969
  - Fabien Galthié, ex-jogador de rúgbi francês.
  - Osmar Bertoldi, político brasileiro.
- 1970
  - Michael Rapaport, ator, apresentador de podcast e diretor americano.
  - Tande, ex-jogador de voleibol brasileiro.
  - Amaro Júnior, músico brasileiro.
- 1971
  - Touré, jornalista e escritor americano.
  - Graeme Norgate, compositor britânico.
  - Rogério Lourenço, ex-futebolista e treinador de futebol brasileiro.
  - Juan Velásquez, ex-futebolista peruano.
- 1972
  - Alex Kapranos, cantor, compositor, guitarrista e produtor britânico.
  - Pedro Lamy, automobilista português.
- 1974
  - Fernanda Carvalho Leite, atriz e bailarina brasileira.
  - Carsten Ramelow, ex-futebolista alemão.
  - Mattias Asper, ex-futebolista sueco.
  - Paula Garcés, atriz colombiana.
  - Enrique Cáceres, ex-árbitro de futebol paraguaio.
- 1975
  - Ramin Bahrani, diretor, produtor e roteirista americano.
  - Arath de la Torre, ator mexicano.
  - Silvio Marić, ex-futebolista croata.
  - Dominique Jackson, atriz e modelo trinitária-americana.
- 1976 — Chester Bennington, cantor, compositor, produtor e ator estado-unidense (m. 2017).
- 1977
  - Vadim Devyatovskiy, atleta bielorrusso.
  - Homicide, wrestler estado-unidense.
- 1978
  - Emerson Batagini, compositor brasileiro.
  - Chris Draper, velejador britânico.
- 1979
  - Keven Mealamu, ex-jogador de rúgbi neozelandês.
  - Bianca Lawson, atriz estado-unidense.
  - Riccardo Bonetto, ex-futebolista italiano.
  - Silvia Navarro, handebolista espanhola.
  - Francileudo Santos, ex-futebolista brasileiro-tunisiano.
  - Freema Agyeman, atriz britânica.
  - Daniel Cormier, ex-lutador norte-americano de artes marciais mistas.
- 1980
  - Jamal Crawford, ex-jogador de basquete americano.
  - Robertas Javtokas, ex-jogador de basquete lituano.
  - Márcio Wenceslau, lutador de taekwondo brasileiro.
  - Alexander Tyuryumin, automobilista russo.
  - Surprise Moriri, ex-futebolista sul-africano.
  - Vitali Kutuzov, ex-futebolista bielorrusso.
- 1981
  - Marcinho, ex-futebolista brasileiro.
  - Marcos Tamandaré, ex-futebolista e treinador de futebol brasileiro.
  - Mateus Solano, ator brasileiro.
  - Celso Esquivel, ex-futebolista paraguaio.
  - Radek Šírl, ex-futebolista tcheco.
  - Jake Hoffman, ator norte-americano.
- 1982
  - Tomasz Kuszczak, ex-futebolista polonês.
  - José Moreira, ex-futebolista português.
  - Kasey James, wrestler estado-unidense.
  - Matteo Priamo, ex-ciclista italiano.
- 1983
  - Diguinho, ex-futebolista brasileiro.
  - Eiji Kawashima, futebolista japonês.
  - Thomas Kahlenberg, ex-futebolista dinamarquês.
- 1984
  - Fernando Torres, ex-futebolista espanhol.
  - Christy Carlson Romano, atriz e cantora estado-unidense.
  - Markus Niemelä, automobilista finlandês.
- 1985
  - Morgan Amalfitano, ex-futebolista francês.
  - Ronnie Brewer, ex-basquetebolista estado-unidense.
  - Nicolas Lombaerts, ex-futebolista belga.
  - Sidi Yaya Keita, ex-futebolista malinês.
- 1986
  - Ruby Rose, atriz e modelo australiana.
  - Dean Geyer, cantor, compositor e ator sul-africano-australiano.
- 1987
  - Daniel Maa Boumsong, ex-futebolista camaronês.
  - Pedro Ken, ex-futebolista brasileiro.
  - Jô, ex-futebolista brasileiro.
  - Maria Luiza Jobim, cantora e compositora brasileira.
  - Emilia Attias, modelo, dançarina e bailarina argentina.
  - Drilon Shala, futebolista finlandês.
- 1988 — Alberto Bueno, ex-futebolista espanhol.
- 1989
  - Xavier Dolan, ator e diretor canadense.
  - Rildo, futebolista brasileiro.
  - Anna Todd, escritora norte-americana.
  - William Yarbrough, futebolista mexicano.
- 1990
  - Marcos Rojo, futebolista argentino.
  - Stacy Martin, atriz francesa.
- 1991 — Mattia Destro, futebolista italiano.
- 1992
  - Khiuani Dias, ginasta brasileira.
  - Lara Arruabarrena, ex-tenista espanhola.
  - Thaynara OG, apresentadora e influenciadora digital brasileira.
- 1993
  - Sloane Stephens, tenista estado-unidense.
  - Fabián Noguera, futebolista argentino.
  - Vivian Amorim, apresentadora, advogada, repórter e influenciadora digital brasileira.
- 1994
  - Jason Osborne, remador e ciclista alemão.
  - Jackson Rondinelli, saltador brasileiro.
  - Derlis González, futebolista paraguaio.
- 1995
  - Kei, cantora sul coreana.
  - Leo Jardim, futebolista brasileiro.
  - Antonio Tuivuna, futebolista fijiano.
  - Artur Szalpuk, jogador de voleibol polonês.
- 1996
  - Matthieu Udol, futebolista francês.
  - Biel, cantor brasileiro.
- 1998 — Letesenbet Gidey, fundista etíope.
- 1999 — Jamal Cain, jogador de basquete norte-americano.
- 2000 — Nicola Kuhn, tenista alemão.

### Século XXI
- 2005 — Gabriele Minì, automobilista italiano.

## Mortes

### Anteriores ao século XIX
- 0579 — Martinho de Dume, bispo e santo húngaro (n. 518).
- 0687 — Cuteberto, monge e bispo inglês (n. 634).
- 0842 — Afonso II das Astúrias (n. 759).
- 0851 — Ermengarda de Tours, imperatriz do Sacro Império Romano-Germânico (n. 800).
- 1181 — Taira no Kiyomori, general japonês (n. 1118).
- 1191 — Papa Clemente III (n. 1130).
- 1239 — Hermann von Salza, cavaleiro e diplomata alemão (n. 1179).
- 1390 — Aleixo III de Trebizonda (n. 1338).
- 1393 — João Nepomuceno, santo católico (n. 1345).
- 1413 — Henrique IV da Inglaterra (n. 1367).
- 1516 — Battista Mantovano, religioso italiano (n. 1447).
- 1549 — Tomás Seymour, general e político inglês (n. 1508).
- 1568 — Alberto, Duque da Prússia (n. 1490).
- 1571 — Giovanni Animuccia, compositor italiano (n. 1520).
- 1583 — Juan de Garay, explorador e colonizador espanhol (n. 1528).
- 1585 — Jorge de Almeida, religioso português (n. 1531).
- 1617 — François d'Aguilon, matemático, físico e arquiteto belga (n. 1567).
- 1619 — Matias do Sacro Império Romano-Germânico (n. 1557).
- 1684 — Claude Bazin de Bezons, político francês (n. 1617).
- 1688 — Maria de Orange-Nassau, princesa neerlandesa (n. 1642).
- 1725 — Samuel Fritz, missionário jesuíta espanhol (n. 1654).
- 1727 — Ana Genoveva de Lévis, nobre francesa (n. 1673).
- 1771 — Louis-Michel van Loo, pintor francês (n. 1707).
- 1785 — Claude François Xavier Millot, clérigo e historiador francês (n. 1726).

### Século XIX
- 1804 — Jean-Baptiste Lestiboudois, botânico e farmacêutico francês (n. 1715).
- 1816 — Maria I de Portugal (n. 1734).
- 1818 — Johann Nikolaus Forkel, musicista, musicólogo e teórico alemão (n. 1749).
- 1830 — Nicolas-Antoine Taunay, pintor francês (n. 1755).
- 1849 — Marie Dorval, atriz francesa (n. 1798).
- 1855
  - Joseph Aspdin, empresário britânico (n. 1788).
  - Domingos Borges de Barros, escritor, diplomata e político brasileiro (n. 1780).
- 1857
  - Pierre Armand Dufrenoy, geólogo e mineralogista francês (n. 1792).
  - Francisco da Rocha Soares, empresário e político português (n. 1806).
- 1863 — Octavio Fabricio Mossotti, físico, astrônomo e climatólogo italiano (n. 1791).
- 1872 — Francisco Palau, religioso espanhol (n. 1811).
- 1877 — Carlos de Hesse e do Reno (n. 1809).
- 1878 — Julius von Mayer, médico e físico alemão (n. 1814).
- 1879 — José Cândido da Silva Murici, médico, político e militar brasileiro (n. 1827).
- 1880
  - Joaquim Antônio da Silva Callado, músico e compositor brasileiro (n. 1848).
  - Antônio da Costa Pinto, político brasileiro (n. 1802).
  - Guillaume Philippe Schimper, botânico e paleontólogo francês (n. 1808).
- 1884 — Henrique Pousão, pintor português (n. 1859).
- 1891 — Antônio de Macedo Costa, religioso brasileiro (n. 1830).
- 1894 — Lajos Kossuth, advogado, jornalista e político húngaro (n. 1802).
- 1897
  - Almirante Tamandaré, militar brasileiro (n. 1807).
  - Apollon Maykov, poeta e dramaturgo russo (n. 1821).
- 1898 — Manuel Joaquim dos Reis, professor português (n. 1831).
- 1899 — Franz Ritter von Hauer, geólogo e escritor austríaco (n. 1822).

### Século XX
- 1910 — Antonio López Ferreiro, escritor e historiador espanhol (n. 1837).
- 1925 — George Nathaniel Curzon, político britânico (n. 1859).
- 1926 — Luísa da Suécia, princesa (n. 1851).
- 1929 — Ferdinand Foch, marechal-de-campo francês (n. 1851).
- 1930 — Arthur Andrews, ciclista americano (n. 1876).
- 1931
  - Hermann Müller, jornalista e político alemão (n. 1876).
  - Carolino de Leoni Ramos, juiz e político brasileiro (n. 1857).
- 1932 — Ilya Ivanovich Ivanov, biólogo russo (n. 1870).
- 1933 — José Jucá de Queirós Lima, político brasileiro (n. 1851).
- 1934 — Ema dos Países Baixos (n. 1858).
- 1937 — Harry Vardon, golfista britânico (n. 1870).
- 1940 — Blanca Errázuriz, chilena (n. 1894).
- 1945 — Maria Lacerda de Moura, anarquista e feminista brasileira (n. 1887).
- 1947
  - Carlos José de Arruda Botelho, político brasileiro (n. 1855).
  - Victor Moritz Goldschmidt, químico norueguês (n. 1888).
- 1952 — Hjalmar Väre, ciclista finlandês (n. 1892).
- 1953 — Graciliano Ramos, escritor brasileiro (n. 1892).
- 1955 — Mihály Károlyi, político húngaro (n. 1875).
- 1956 — Wilhelm Miklas, político austríaco (n. 1872).
- 1958 — Afonso d'Escragnolle Taunay, biógrafo, historiador e escritor brasileiro (n. 1892).
- 1962 — Charles Wright Mills, sociólogo estado-unidense (n. 1916).
- 1964
  - Brendan Behan, republicano e dramaturgo irlandês (n. 1923).
  - Teodoro Bernardo Schlickmann, industrial brasileiro (n. 1885).
- 1967 — Fidelino de Figueiredo, político, historiador e crítico literário português (n. 1889).
- 1968 — Carl Theodor Dreyer, diretor e roteirista dinamarquês (n. 1889).
- 1975 — Jaime, Duque de Segóvia (n. 1908).
- 1977 — Charles Lyttelton, político britânico (n. 1909).
- 1978 — Jacques Brugnon, tenista francês (n. 1895).
- 1983 — Ivan Vinogradov, matemático e acadêmico russo (n. 1891).
- 1988 — Gil Evans, pianista canadense (n. 1912).
- 1989 — Dina Sfat, atriz brasileira (n. 1939).
- 1990 — Lev Yashin, futebolista russo (n. 1929).
- 1991 — João José Pompeo, ator brasileiro (n. 1936).
- 1992
  - Lina Bo Bardi, arquiteta brasileira (n. 1914).
  - Georges Delerue, compositor francês (n. 1925).
- 1993 — Polykarp Kusch, físico e acadêmico teuto-americano, ganhador do Prêmio Nobel (n. 1911).
- 1994 — Lewis Grizzard, jornalista, escritor e humorista estado-unidense (n. 1946).
- 1995
  - Amadeu González Ferreiros, religioso brasileiro (n. 1911).
  - Víctor Ugarte, futebolista boliviano (n. 1926).
  - Big John Studd, wrestler estado-unidense (n. 1948).
- 1997
  - V. S. Pritchett, contista, ensaísta e crítico britânico (n. 1900).
  - Carlo Fassi, patinador artístico italiano (n. 1929).

### Século XXI
- 2001 — Ilie Verdeţ, político romeno (n. 1925).
- 2002
  - Samuel Warren Carey, geólogo australiano (n. 1911).
  - Lady Sheba, escritora estado-unidense (n. 1920).
- 2003 — Theotonio Negrão, juiz brasileiro (n. 1917).
- 2004
  - Juliana dos Países Baixos (n. 1909).
  - Chousuke Ikariya, ator e comediante japonês (n. 1931).
- 2006 — Marina Montini, atriz e modelo brasileira (n. 1948).
- 2007
  - Taha Yassin Ramadan, político iraquiano (n. 1938).
  - John P. Ryan, ator estadunidense (n. 1936).
- 2008
  - Carlos Galvão de Melo, militar e político português (n. 1921).
  - Marcelo Henrique Câmara, advogado e promotor público brasileiro (n. 1979).
- 2009 — Abdellatif Filali, político e diplomata marroquino (n. 1928).
- 2010 — Girija Prasad Koirala, político indo-nepalês (n. 1924).
- 2012 — Noboru Ishiguro, animador e diretor japonês (n. 1938).
- 2013
  - Emílio Santiago, cantor brasileiro (n. 1946).
  - Zillur Rahman, advogado e político bangladês (n. 1929).
- 2014 — Bellini, futebolista brasileiro (n. 1930).
- 2015
  - Malcolm Fraser, político australiano (n. 1930).
  - A. J. Pero, baterista estadunidense (n. 1959).
- 2016 — Anker Jørgensen, político dinamarquês (n. 1922).
- 2017 — David Rockefeller, bilionário e filantropo americano (n. 1915).
- 2020 — Kenny Rogers, cantor norte-americano (n. 1938).

## Feriados e eventos cíclicos
- O Equinócio de Primavera (no hemisfério Norte) e o Equinócio de Outono (no hemisfério Sul) geralmente ocorrem deste dia
- Dia da Agricultura
- ONU - Dia Internacional da Felicidade
- OIF - Dia da Língua Francesa
- Dia Mundial Sem Carne
- Dia Mundial da Saúde Bucal
- Dia Nacional da Aquicultura
- Dia Nacional de Atenção à Disfagia
- Dia Nacional do Teatro para a Infância e Juventude
- Dia do Contador de Histórias

### Brasil
- Aniversário do município de Pinhais, Paraná
- Aniversário do município de Pé de Serra, Bahia
- Aniversário do município de Vale Real, Rio Grande do Sul
- Aniversário do município de Linha Nova, Rio Grande do Sul
- Aniversário do município de Alto Feliz, Rio Grande do Sul
- Aniversário do município de Nova Santa Rita, Rio Grande do Sul

### Cristianismo
- Arquipo
- Battista Mantovano
- Cuteberto
- Fotina de Samaria
- Francisco Palau
- Józef Bilczewski
- Martinho de Dume

## Outros calendários
- No calendário romano era o 13.º dia (XIII) antes das calendas de abril.
- No calendário litúrgico tem a letra dominical B para o dia da semana.
- No calendário gregoriano a epacta do dia é xi.